# Fuerzas Aeromóviles del Ejército de Tierra
Las Fuerzas Aeromóviles del Ejército de Tierra (abreviadas como FAMET) constituyen la unidad de helicópteros del Ejército de Tierra español. La unidad fue creada en 1965 como Aviación Ligera del Ejército de Tierra y renombrada a FAMET en 1973. Actualmente la FAMET está formada por seis batallones y su cuartel general está en Colmenar Viejo  (Madrid).
Desde septiembre de 2020, fruto de una reorganización del Ejército de Tierra, se encuadra en la División «San Marcial», junto a otras unidades como la Brigada Paracaidista, el Mando de Operaciones Especiales y las unidades de Montaña.

## Historia

### Los antecedentes
La experiencia de combate de la Segunda Guerra Mundial y conflictos posteriores pusieron de relieve la necesidad de que los ejércitos de tierra contaran con unidades de aviación ligera. En España, al constituirse a finales de los años cincuenta una irgi a semejanza de la norteamericana, se asignó a cada división en teoría una unidad de aviación ligera y gracias a los acuerdos hispano-norteamericanos comenzó a llegar material excedente del US Army.  
Así antes de crearse oficialmente las FAMET, en el año 1958, el Ejército compra: 13 avionetas Bird Dog, 2 helicópteros H-19 y 2 helicópteros ligeros OH-23C. El Sikorsky H-19 y el Hiller OH-23 eran modelos probados en la guerra de Corea y que habían mostrado su valía. El primero como transporte de tropas y el segundo como vehículo de reconocimiento. Esta compra se realizó siguiendo la doctrina del ejército de Estados Unidos de dotar de unidades de Aviación Ligera a las fuerzas terrestres. Al carecer el Ejército de Tierra de personal preparado y de instalaciones y logística para su adecuado mantenimiento, todos los aparatos fueron transferidos al Ejército del Aire, que con este material organizó la 99 Escuadrilla de Enlace, ubicándola en la Base de Alcalá de Henares. Para poder volar se enviaron a EEUU algunos oficiales, que al regresar ya lucían sus alas de piloto de avión y de helicóptero en el uniforme.
El 28 de enero de 1958, en el marco de la Guerra de Ifni, el Ejército del Aire desplegó cinco aparatos H-19B (Z.1) a Las Palmas de Gran Canaria pertenecientes a la 57.ª Escuadrilla SAR (sic) con base en Cuatro Vientos. Estos helicópteros posteriormente pasaron a volar también desde El Aiun, donde realizaron misiones de suministro de municiones y medicamentos a las columnas terrestres, evacuando a heridos e incluso llevando al Gobernador del Sáhara a los puestos de mando de las agrupaciones terrestres de Ifni. Todo esto demostró al Ejército la utilidad de contar con helicópteros.
El Ejército del Aire también avanzaba, habiendo creado su propia escuela de helicópteros, donde se impartieron los primeros cursos de piloto para oficiales del Ejército de Tierra. En 1961 se creó la Escuela de Helicópteros del Ejército del Aire en Cuatro Vientos, en cuyo primer curso se reservaron seis plazas para oficiales del Ejército de Tierra.

### Los inicios
El 10 de julio de 1965, se publica la Instrucción General 165/142 del Estado Mayor Central, mediante la cual se reorganiza el Ejército de Tierra. En dicha instrucción, se ordena la creación de la Unidad de Aviación Ligera de la División Acorazada Brunete n.º 1. Está unidad fue el pembrión de lo que hoy constituyen las Fuerzas Aeromóviles del Ejército de Tierra (FAMET).
El 25 de octubre de ese mismo año se publican las primeras vacantes para la recién creada unidad, siendo cubiertas el 29 de diciembre. Poco a poco se van cubriendo el resto de los puestos de su plantilla; así, el 1 de marzo de 1966 todo el personal necesario para poner en marcha la unidad ya está destinado en la misma. Sin embargo, aún no se han recibido los primeros helicópteros, por lo que sus actividades aeronáuticas todavía no pueden comenzar.

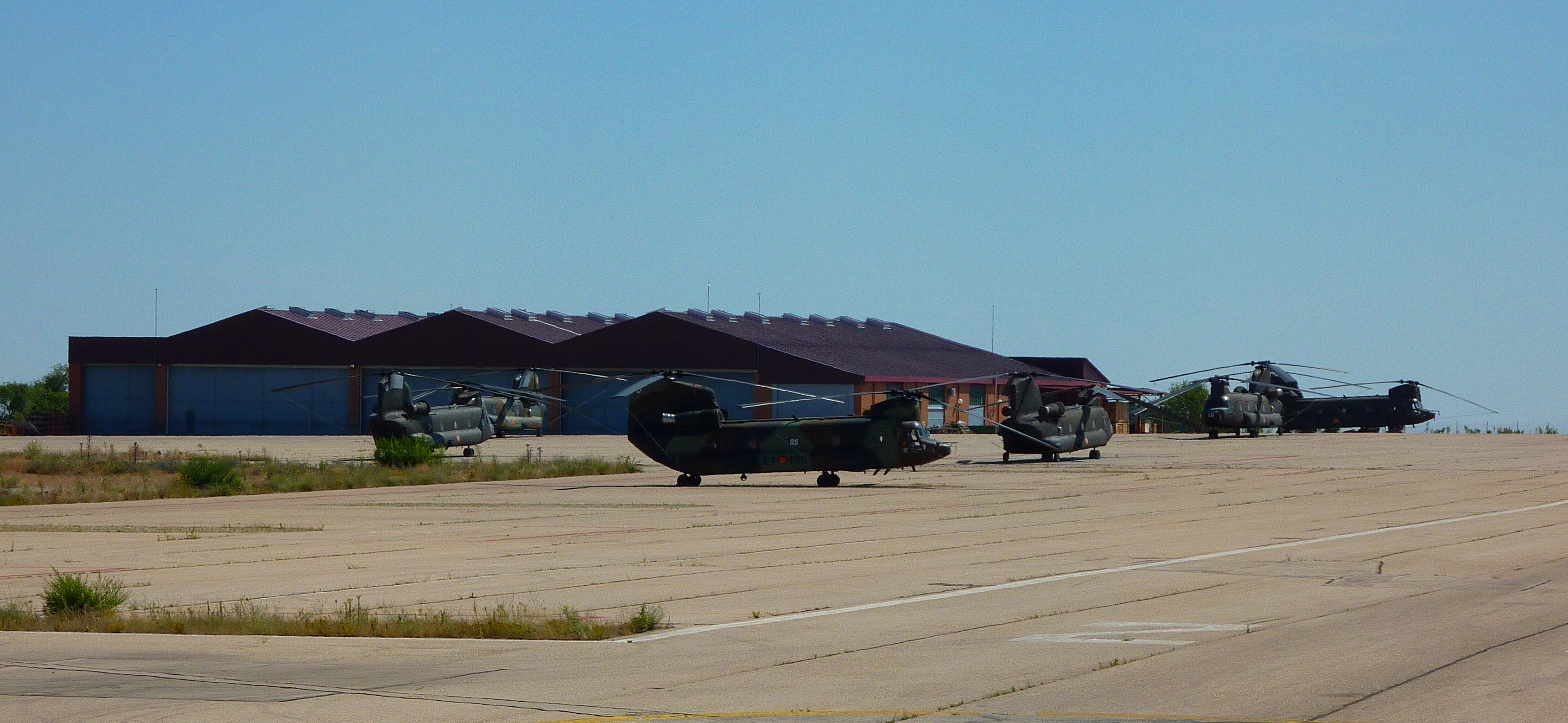
Plataforma de vuelos de la base Coronel Maté, de Colmenar Viejo (Madrid), con 6 CH-47D Chinooks visibles.

En el mes de mayo de ese año, el Estado Mayor Central determina el cambio de dependencia orgánica de la nueva unidad, que pasa bajo mando de la Capitanía General de la Primera Región Militar y cambia su denominación a la de Unidad de Helicópteros n.° XI (UHEL XI) para Cuerpo de Ejército.
El 27 de mayo de 1966, se inaugura en Colmenar Viejo (Madrid) la primera Base de Helicópteros del Ejército de Tierra, donde se ubicará la UHEL XI a la espera de recibir los esperados helicópteros. El primer nombre fue  Base de Los Remedios, siendo hoy la Base Coronel Maté. Ahí llegaron los dos primeros helicópteros procedentes de Rota el 29 de julio del mismo año.

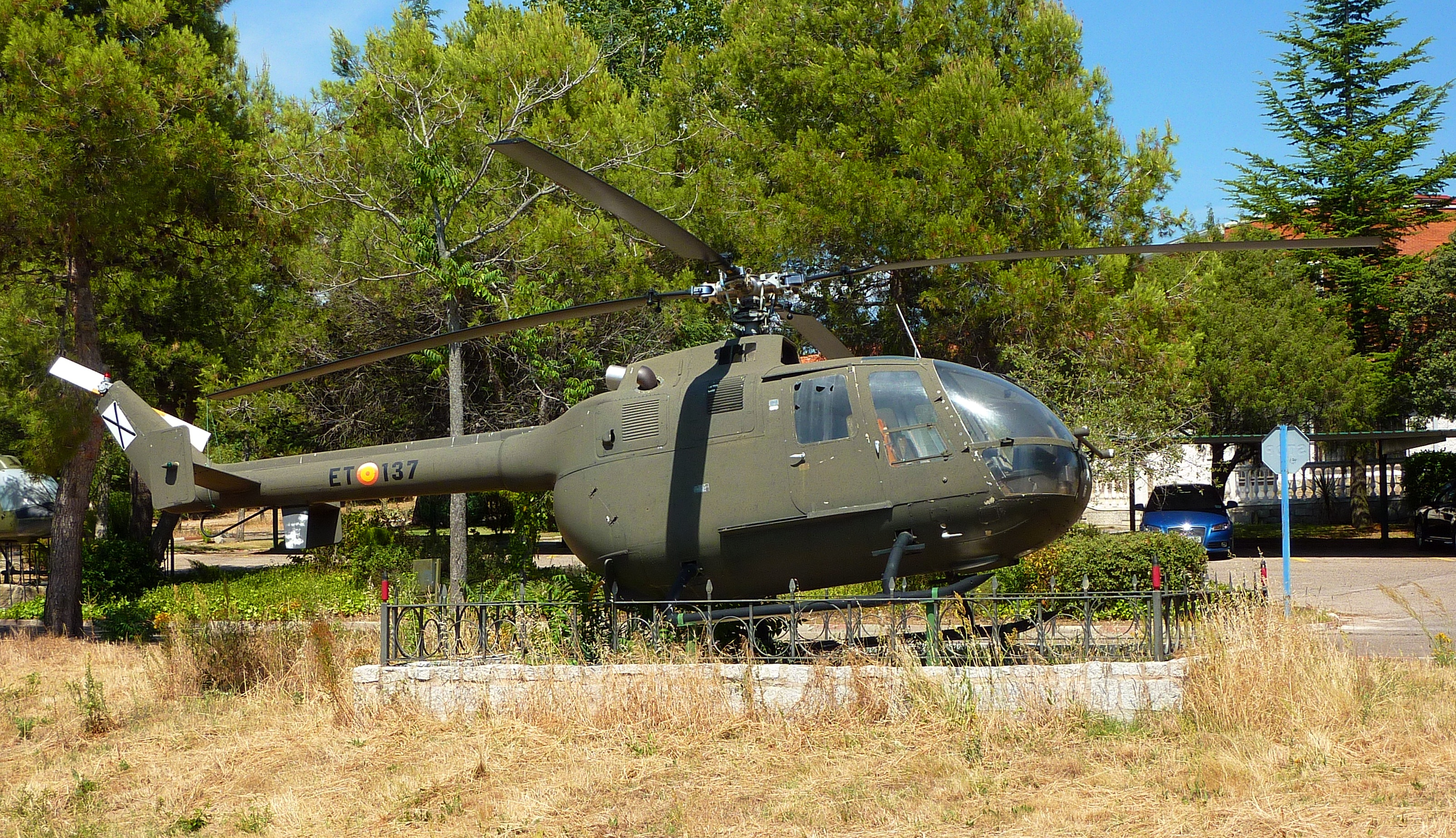
Bo-105C.

El 29 de julio de 1966, arriban a la Base de Helicópteros los dos primeros Bell UH-1B Iroquois, cedidos por el Ejército de los Estados Unidos como parte de la ayuda americana que caracterizó aquel periodo. Los dos aparatos, con matrículas ET-201 y ET-206, fueron pilotados entre el puerto de Rota y la Base de Colmenar por el capitán Urquijo y el teniente Berrocal junto con pilotos norteamericanos. Como mecánicos iban a bordo los sargentos Hidalgo y Escobar. El 11 de agosto llegaron a Colmenar Viejo otros cuatro UH-1B. Los Estados Unidos también entregaron seis OH-13S Sioux, versión militar del Bell 47G-3, mientras que España adquirió otros dos aparatos del mismo tipo, fabricados bajo licencia en Italia por la empresa Agusta. De este modo, la plantilla inicial de la UHEL XI constaba de seis UH-1B y ocho OH-13S/Agusta-Bell 47G-3, que se organizaban en una escuadrilla de transporte (UH-1B) y otra de observación y enlace (Bell 47).
La labor de instrucción de futuros pilotos comienza en 1966, asignando helicópteros Bell-47G-3 a la nueva Sección de Instrucción de la UHEL-XI. Esta unidad con el tiempo se convertirá en una unidad propia, el Centro de Instrucción y Aplicación de las Fuerzas Aeromóviles creado en 1973 y posteriormente en 1976 se nombrará Centro de Enseñanza de las FAMET (CEFAMET). En 2017 pasó a ser la ACAVIET.
El 28 de diciembre de 1966, se produce el primer accidente mortal en la joven unidad. Un UH-1B colisiona contra una línea de alta tensión y se estrella, falleciendo su tripulación (teniente coronel Crespo Ruíz, capitán Miró Santos y sargento especialista Cabas Cabas) y su único pasajero, el general Morales Montserrat.
El 24 de marzo de 1971, se crea en El Aaiún la UHEL II, bajo dependencia del Jefe del Sector del Sáhara Español. Al mando de esta unidad se destina al Comandante de Infantería Juan Bautista Sánchez Bilbao. El día 21 de julio de 1971 llegan los primeros helicópteros UH-1H a la Base Santiago de El Aaiún, en vuelo desde el portaaviones Dédalo. Esta unidad, por el momento, no tiene relación con la ya existente UHEL XI. 
El 20 de marzo de 1973, de acuerdo con la Instrucción General 172/192, se constituyen las Fuerzas Aeromóviles del Ejército de Tierra (FAMET), al mando del Coronel Ángel Maté Sánchez; a partir de entonces, tendrán la siguiente composición orgánica:
- Unidad de Helicópteros n.º I (UHEL I, como continuadora de la UHEL XI).
- Unidad de Helicópteros n.º V  (UHEL V)
- Centro de Instrucción y Aplicación (CIAFAM)
- Unidad de Mantenimiento y Apoyo
- Servicios Económicos y Administrativos
- Servicios Centrales de la Base.

### Crecimiento
En el año 1974 se crea la UHEL III con base en Agoncillo (Logroño), y en 1975 la UHEL IV en la base de El Copero (Dos Hermanas).
Con la independencia del Sáhara Español, la UHEL II regresó a la Península, trasladándose temporalmente a la base de El Copero, el 22 de diciembre de 1975. La UHEL II y la UHEL IV formaron en ese momento la UHEL SUR.
El 14 de junio de 1976 se crea en Centro de Enseñanza de las FAMET en Colmenar Viejo (Madrid).
En agosto de 1976 se traslada la UHEL II a la nueva base Santiago en Bétera (Valencia).
El 20 de abril de 1977 se produce un nuevo accidente. El helicóptero matrícula ET-241 se estrelló con unos cables próximos a la Base de los Remedios, durante un vuelo de instrucción nocturna. La tripulación estaba compuesta por el coronel jefe de las FAMET Ángel Maté Sánchez y los pilotos capitán  José Martínez Abadía y capitán Casimiro Lorente Solanas. Como pasajeros iban el agregado militar francés teniente coronel Michel Force, Patric Etienne director de la sociedad Europavia-España y Jean Marie Uhe y José Luis Palomo técnicos.
El 26 de abril de 1977 se crea la Unidad de Helicópteros de Canarias (UHELCAN o UHEL VI), con base en Los Rodeos (Tenerife). Su primer jefe fue el Comandante Ignacio Topete Grasa.
El 13 de febrero de 1981, la Reina Sofía concede la Enseña Nacional a las FAMET, que por su dimensión orgánica, se entrega en forma de Estandarte.
La llegada de los Messerschmitt-Bölkow-BIohm MBB Bö-105 (HA.15 en España) fue fundamental para finalmente crear una unidad de helicópteros de ataque, BHELA I. Su misión es proporcionar a las FAMET capacidad de escolta, ataque y reconocimiento aéreo.
En 1988, con la reorganización de las Fuerzas Armadas, se reorganizan las FAMET, pasando sus Unidades a formarse en Batallones. La orgánica que se adopta es:
- Cuartel General de las FAMET en Colmenar Viejo (Madrid)
- Batallón de Helicópteros de Ataque I (BHELA I) en Almagro (Ciudad Real)
- Batallón de Helicópteros de Maniobra II (BHELMA II) en Bétera (Valencia)
- Batallón de Helicópteros de Maniobra III (BHELMA III) en Agoncillo (La Rioja)
- Batallón de Helicópteros de Maniobra IV (BHELMA IV) en Dos Hermanas (Sevilla)
- Batallón de Helicópteros de Transporte V (BHELTRA V) en Colmenar Viejo (Madrid)
- Batallón de Helicópteros de Maniobra VI (BHELMA VI) en Los Rodeos (Tenerife)
- Batallón de Transmisiones de las FAMET (BTRANS) en Colmenar Viejo (Madrid)
- Parque y Centro de Mantenimiento de Helicópteros (PCMHEL) en Colmenar Viejo (Madrid)
- Unidad Logística de las FAMET (ULOG) en Colmenar Viejo (Madrid)
- Centro de Enseñanza de las FAMET (CEFAMET) en Colmenar Viejo (Madrid)
- Unidad de Servicios de Base Coronel Maté (USBA Coronel Maté) en Colmenar Viejo (Madrid)

El 16 de agosto de 2005 se produjo el accidente del AS532 Cougar en Afganistán, donde murieron 17 militares españoles.  La tripulación estaba compuesta por el Capitán David Guitar Fernández, Brigada Juan Morales Parra, Sargento Alfredo Francisco Joga, Soldado Pedro Fajardo Cabeza y Soldado José Manuel Moreno Enríquez.
En febrero de 2008 se cierra el BHELMA II, por reestructuraciones orgánicas. A finales de ese mismo año, el 12 de diciembre, se inaugura oficialmente el Batallón de Helicópteros de Emergencia II, basado en Jaime I (Bétera), manteniendo las tradiciones y honores del desaparecido BHELMA II. Este Batallón tiene la peculiaridad de depender orgánicamente de FAMET y operativamente de la UME.
En el año 2015 con las nuevas estructuras orgánicas de la Fuerza Terrestre, el Batallón de Transmisiones, pasa a denominarse Batallón de Cuartel General de las FAMET.
En el año 2018, con la creación del Arma de Aviación de Ejército, como una nueva especialidad del Ejército de Tierra, el Centro de Enseñanza de las FAMET se convierte en Academia, la Academia de Aviación del Ejército de Tierra (ACAVIET).

### Evolución

#### Helicópteros pesados
Nada más crearse las FAMET en 1973 ya se pensaba en crear una unidad de transporte lo más capaz posible. Se analizó el mercado mundial de aeronaves y las experiencias militares de otros países. Se decidió formar una unidad de helicópteros de transporte pesados. Entre los helicópteros que se estudiaron estuvieron el CH-53 Sea Stallion, CH-47 Chinook, CH-46 Sea Knight y Aerospatiale Super Frelon.
- Se evaluaron las diferentes opciones y la lucha estuvo entre el CH-53 y el CH-47. Se alquiló al ejército de EE. UU. un CH-47 Chinook para hacer pruebas durante 62 días en las que realizaron 96 horas de vuelo de pruebas. Los miembros de la  comisión evaluadora se desplazaron a Alemania e Israel para sus CH-53 Sea  Stallion. Así en 1972 se firmó con Boeing la compra de CH-47C.[5]
- En 1973 llegaron a la base de Colmenar Viejo los 3 primeros CH-47C del BHELTRA-V, procedentes de la fábrica de Boeing (ET-401, ET-402 y  ET-403). En 1973 el ET-401 resultó  destruido en un accidente, siendo reemplazado por Boeing con otro.
- En 1974 se adquieren cuatro CH-47C más.
- En 1975 se compran tres nuevos ejemplares, contando así con 9 CH-47C.
- En 1982 se refuerza el BHELTRA-V con CH-47D adicionales. Tres CH-47D llegaron en 1982 y a partir de 1986 se aumentó la flota con seis CH-47D más.
- A finales de 1989 se aprobó la reconversión de los CH-47C a la versión D. La flota se estandarizó así.
- En 1985 se perdió en accidente un CH-47 (ET-413).
- En julio de 2008 se anunció que Indra Sistemas y Eurocopter España habían sido seleccionadas para dotar de un nuevo sistema de autoprotección pasiva a parte de la flota de Cougar y a la totalidad de la de Chinook de las FAMET.
- En 2015 se anuncia que a partir de 2017 los 17 CH-47D se convertirían a la versión CH-47F.
- En 2018 se aprobó el gasto estimado de 819,2 millones de euros para la conversión de los 17 CH-47D a la versión CH-47F. Está prevista la entrega de los CH-47 modernizados a la versión F entre los años 2021 y 2025.
- España convertirá 13 CH-47D en F y además comprará 4 CH-47F nuevos. Se mantendrán en vuelo 4 CH-47D para asegurar una capacidad mínima mientras se desmontan los componentes de los 13 CH-47D para proceder a su modernización. Por no retrasarar las entregas habrá 4 CH-47F nuevos, aunque sea más caro. Está por decidir qué hacer con los 4 CH-47D que no se prevé llevar a la versión F. La modernización incluye un freno rotor para facilitar operaciones navales desde el LHD Juan Carlos I o los buques de la clase Mistral de Francia.
- El 25 de noviembre de 2021 llegó al Puerto de Santander el primer CH-47F (ET-420), siendo presentado el 1 de febrero de 2022. El nuevo helicóptero recibió la matrícula HT.17-20A/ET-420, siendo una conversión del antiguo HT.17-03/ET-403.

#### Helicópteros medios y ligeros
- En 1972 se empiezan a comprar helicópteros UH-1H en Estados Unidos. Se destinan a Colmenar y al Sahara (UHEL II).
- En el año 1973 se crea en Colmenar la UHEL V.
- En el año 1974, se crea la UHEL III, basándose en Agoncillo (La Rioja).
- Un año más tarde, en 1975, se constituye en la Base de El Copero en Dos Hermanas (Sevilla) la UHEL IV.
- Ese mismo año, tras la retirada del Sáhara Español, la UHEL II se traslada a la península y es ubicada en la misma Base de El Copero, mientras se completa la construcción de la Base de Bétera, Bétera (Valencia). Todas estas unidades se dotan con UH-1H, habiéndose comprado en total 60 helicópteros UH-1H para las FAMET.
- En 1982 se compran en Italia 6 AB-212. Se preveía comprar más pero la cosa quedó allí.
- En 1985 se firma la compra de 18 helicópteros AS332B1 Super Puma, en lugar de la opción de 24 AB-412 preferida por el Ejército, destinados a Agoncillo y El Copero. Posteriormente se comprarían 15 Eurocopter AS352 UL Cougar adicionales, dotándose de este modelo también al BHELMA II en Betera.
- En 1986 se creó una nueva unidad en el seno de las FAMET, el Batallón de Helicópteros de Canarias (hoy BHELMA-VI), basado en Los Rodeos, compuesto inicialmente por seis BO-105. Posteriormente les reemplazan seis Augusta Bell 212 y seis Bell 205. En 2010 la unidad se comienza a equipar con helicópteros AS-532 Cougar.
- En 2008 se crea el Batallón de Helicópteros de Emergencias (BHELEME II) en apoyo a la Unidad Militar de Emergencias (UME) para intervención en cualquier tipo de catástrofe nacional, y muy especialmente en las campañas estivales de lucha contra incendios. Para la Unidad de Helicópteros Medios con sede en la Base Jaime I de Bétera, se adquieren 4 helicópteros AS-532-AL Cougar, mientras que para la Unidad de Helicópteros Ligeros destacada en la Base Coronel Maté de Colmenar Viejo, se adquieren 4 EC-135 T2+.
- En 2012 se anuncia la intención de comprar helicópteros NH90 TTH. La FAMET tiene previsto recibir un total de 28 unidades hasta el año 2018, destinadas 18 al BELMA III de Agoncillo. El proyecto a futuro es unificar casi toda la flota de helicópteros medios en el NH-90.
- En 2015 llega el último de los 8 helicópteros EC-135 destinados para enseñanza en el Centro de Enseñanza de las FAMET, actual Academia de Aviación del Ejército de Tierra, situado en Colmenar Viejo.
- En 2017 se entregó el octavo de los 16 NH90 destinados a las FAMET, incluido en un contrato de 22 que incluye 6 para el Ejército del Aire.
- En 2018 se aprobó una nueva inversión de para la compra de 23 nuevos NH90, de los cuales 10 serían destinados a las FAMET, además de 6 para el Ejército del Aire y 7 de un modelo navalizado para la Armada. En total, la previsión una vez finalizadas las entregas de los dos contratos de NH90 en vigor, es de 26 NH90 Caimán destinados a las FAMET.
- El 12 de diciembre de 2018 se produjo el último vuelo del helicóptero UH-1H perteneciente a las FAMET, dando de baja definitivamente a este modelo de aeronave del ejército. El vuelo se realizó en la Base de Coronel Maté, sita en Colmenar Viejo.[6]
- En 2024 se anunció que los Agusta-Bell AB-212 Plus de la Flotilla de Aeronaves (FLOAN) de la Armada con su retirada se cederían al Ejército de Tierra. Su destino es el Batallón de Helicópteros de Maniobra nº VI (BHELMA VI), bajo las órdenes del Mando de Canarias (MCANA) que ya emplea AB-212 sin modernizar. Eso incluiría tres helicópteros, junto a otros que no están en vuelo y todo el material de mantenimiento y repuestos. Meses después de anunció que Pegasus Aero Group había recibido el encargo de puesta en servicios de cuatro AB-212 de la Armada.

#### Helicópteros observación y ataque
El Ejército de Tierra tenía desde la década de 1970 la aspiración de  tener un verdadero helicóptero de ataque, capaz de prestar apoyo eficaz a las tropas de tierra y atacar a los blindados enemigos.
- En 1971 se aprobó la adquisición de ocho Bell AH-1G Cobra. Pronto el número se evidenció pequeño para hacer viable la ambición de las FAMET de crear una unidad de helicópteros de ataque, pero la compra de más helicópteros fue descartada por razones económicas y fueron cedidos a la Armada. Designados como Z.14, la primera tanda de 4 fue donada por EE. UU. y el resto fueron comprados por la Armada.
- Ante los acontecimientos que se sucedían en la frontera marroquí, y la posibilidad de una guerra, el gobierno español decidió dotar a la UHEL II con carácter de urgencia de medios antitanque. En 1974 se adquieren tres Aloutte III, dotados con visor para el disparo de los misiles antitanque, armados con misiles AS-11 o cañón de 20mm. Los helicópteros se destinan al Sahara en 1975 donde realizan misiones de patrulla armada, solos o en compañía de los UH-1H y los OH-58 del UHEL-II.
- En 1975 se adquirieron un total de doce Bell OH-58A Kiowa, especializándose en misiones de observación en las Secciones de Reconocimiento. Tres de los OH-58 se destinan a misiones de patrulla armada en el Sáhara, armados con ametralladoras minigun.
- En 1978 se presenta al gobierno el proyecto de constitución de un Batallón de helicópteros de ataque, dotado con helicópteros AH-1S.
- En los años 80 las FAMET querían el AH-1 Cobra armado con TOW, pero la coyuntura política hizo evaluar opciones europeas (Gazelle, Bö-105 y A-109) y adoptar el misil HOT. El Ejército recibió 73 helicópteros ligeros MBB Bo-105, destinándose al batallón de helicópteros de ataque y reconocimiento de las FAMET (BHELA I) los 28 equipados con misiles antitanque HOT, 31 con cañones de 20 mm y otros 9 desarmados de entrenamiento y empleo general. EL BHELA se destinó a la base de Almagro (Ciudad Real). Almagro fue elegido como nueva base por su ubicación en el centro de la península, lo cual facilitaba el despliegue rápido a cualquier punto del territorio. Además contaba con un espacio aéreo relativamente despejado, ideal para el entrenamiento.
- En 1998 se selecciona un nuevo helicóptero de ataque, una versión adaptada del EC-665 Tigre con motores más potentes al modelo de serie y equipamiento adaptado al ejército español que resultaría en la versión HAD del Tigre. Tras un largo paréntesis de discusiones políticas, en que incluso se llega a plantear la posibilidad de comprar 18 Tigres y 12 Apaches, se decide por fin en 2003 la compra de 24 Tigres con opción a otros seis.
- A partir de 2009 y tras varios retrasos se empiezan a recibir los primeros 6 helicópteros de ataque Eurocopter EC-665 Tigre, denominados HA-28. Está previsto que el BHELA opere cuatro compañías, cada una de con seis helicópteros. Una de las compañías operará versión HAP, correspondiente a los primeros helicópteros recibidos, y el resto la versión HAD.
- En 2013 se despliegan en Afganistán tres helicópteros de ataque HA-28, que operan desde Herat.
- La situación actual no es la deseada. El Ejército pidió 36 helicópteros de ataque y el gobierno prometió 24+6 opcionales y la modernización de los 6 primeros HAP recibidos. Pero eso no pasó y solo los 18 HAD están operativos. Los 6 HAP están almacenados como medida de ahorro, renunciando definitivamente a la refabricación al estándar HAD y al coste de mantener una flota de 24 aparatos.
- En 2021 se aprobó actualizar los 18 helicópteros HAD a la versión Tigre MK.III, trabajo que será realizado por Airbus Helicopters en Albacete. Los 6 HAP se excluyeron de esta modernización y lamentablemente serán canibalizados.

#### Retos futuros

##### Racionalización
Con el programa NH-90 Defensa busca satisfacer las necesidades de los tres Ejércitos con una única plataforma común para las misiones militares en tierra, mar o aire. Esta flexibilidad permitirá racionalizar la flota de helicópteros y paralelamente organizar la formación y el soporte técnico a mayor escala, obteniendo una gestión flexible del personal y del equipo. 
De cara a futuro las FAMET quieren operar solo cuatro tipos de aeronaves, para racionalizar sus recursos. Así en el futuro se contará con estos tipos:
A) Helicóptero de ataque: EC-665 Tigre, con 24 unidades para el BHELA I, localizadas en la Base Coronel Sánchez Bilbao, en Almagro (Ciudad Real).
- HAP (Helicóptero de Apoyo y Protección): 6 unidades. Serán retirados.
- HAD (Helicóptero de Ataque y Destrucción): 18 unidades. Serán modernizados.

B) Helicóptero pesado de transporte: CH-47F Chinook (actualmente CH-47D), con 17 unidades para el BHELTRAV, localizadas en la Base Coronel Mate, en Colmenar Viejo (Madrid).
C) Helicóptero medio polivalente: NH-90, con una previsión de 23 unidades para el BHELMA III y BHELMA IV, localizados en el Acuartelamiento Héroes del Revellín, en Agoncillo (La Rioja) y Base El Copero, en Dos Hermanas (Sevilla).
D) Helicóptero medio AS-532-AL/UL Cougar para el Batallón de Cuartel General (BCGFAMET) y el BHELMA VI.
E) Helicóptero de enseñanza: EC-135, con un total de 8 unidades localizadas en la Base Coronel Mate, en Colmenar Viejo (Madrid).
F) Helicópteros AS-532 UL Cougar y EC-135 T2+, con un total de 4 unidades de cada modelo, para el Batallón de Helicópteros de Emergencia II.

##### Interoperabilidad
Para emplear los recursos cada vez más limitados con la máxima eficiencia se busca que los helicópteros de las FAMET sean interoperables con el Buque de Proyección Estratégica “Juan Carlos I”. El proceso seguido en las Fuerzas Armadas francesas para lograr la interoperabilidad ha servido de referencia y esto debe llevar en el futuro a que helicópteros del Ejército de Tierra sean navalizados y puedan participar en todo tipo de operaciones en las que el punto de partida o destino sea un buque.
El objetivo final es que los helicópteros de las FAMET puedan ser embarcados en un buque o ofrecer el apoyo que pueda demandar la Armada de los medios aéreos del Ejército.

##### Drones
Al igual que en otros países los sistemas aéreos no tripulados o pilotados de forma remota no van a quedar al margen. La ambición es llegar a operar con UAS tanto en misiones autónomas como en formaciones mixtas. En determinadas misiones el empleo de los UAS evita exponer tripulaciones y helicópteros. En otras misiones los UAS puedeyir por delante de las formaciones de helicópteros, transmitiendo en tiempo real la posición de unidades enemigas e incluso atacando las o dirigiendo armas contra ellas.

## Organización actual

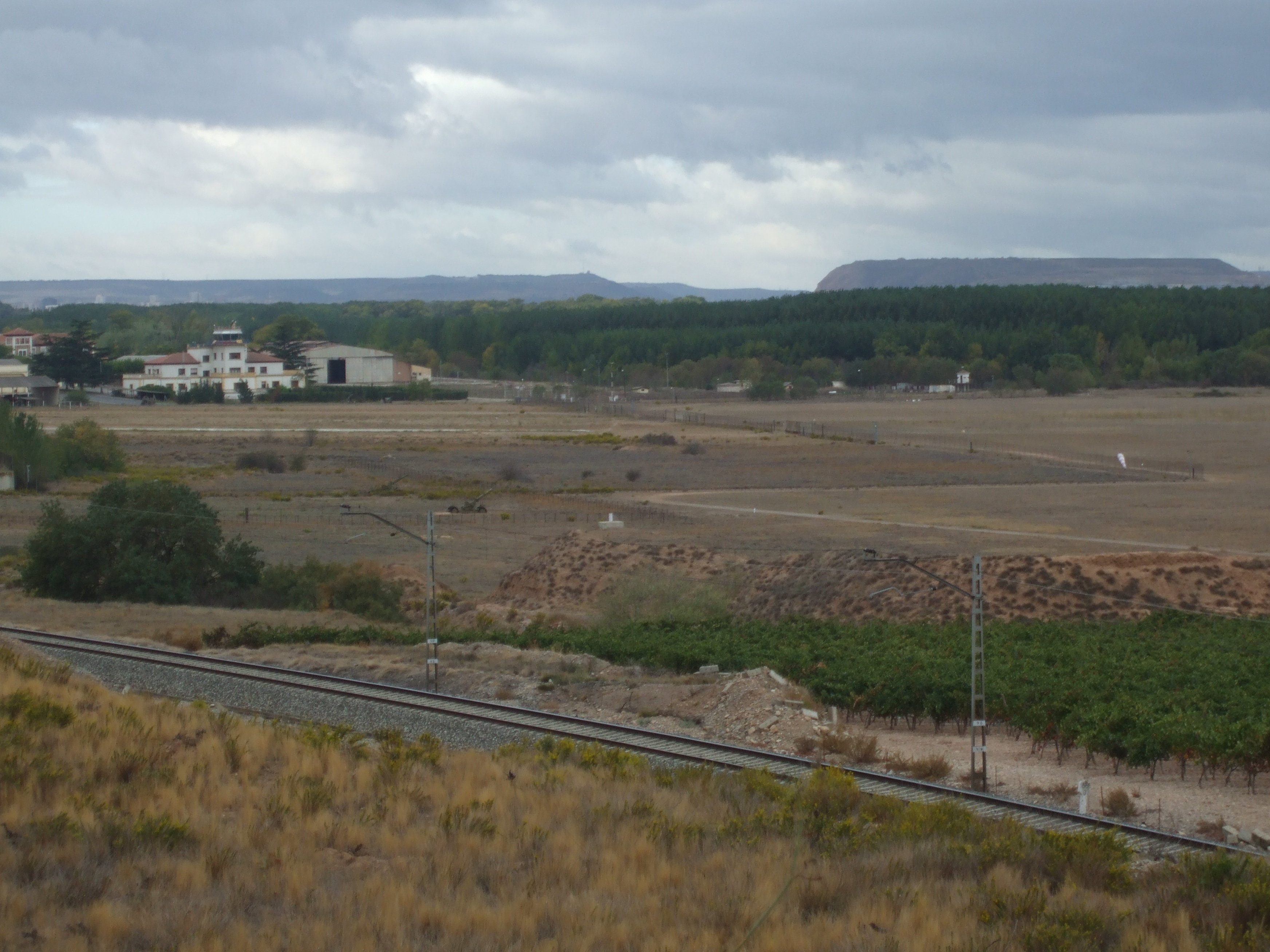
Base del BHELMA III en el Aeropuerto de Agoncillo, Agoncillo (La Rioja).

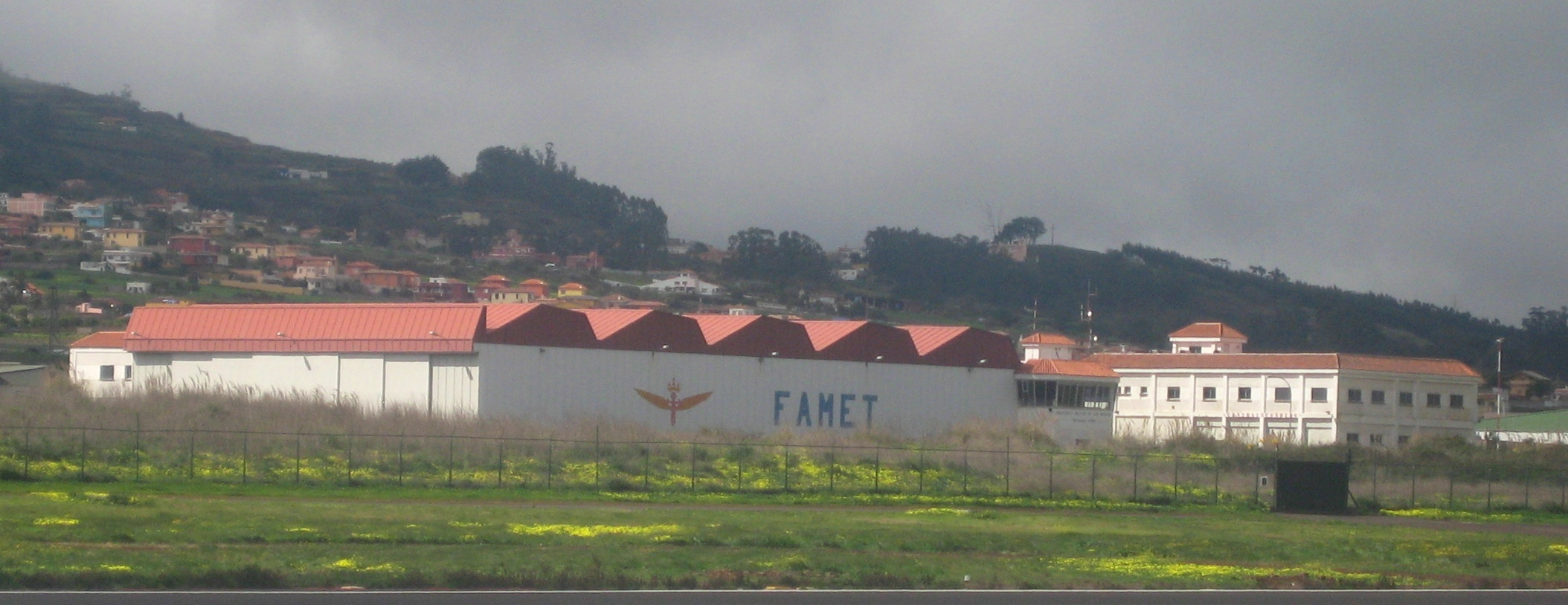
Base del BHELMA VI en el Aeropuerto de Los Rodeos (Santa Cruz de Tenerife).

- Cuartel General de las FAMET, en Colmenar Viejo (Madrid)
  -  Batallón del Cuartel General de las FAMET (BCG FAMET), en Colmenar Viejo (Madrid). Desde el año 2015 se ha hecho cargo de las funciones del disuelto Batallón de Transmisiones (BT FAMET).[7]
- Batallón de Helicópteros de Ataque núm. I (BHELA I), en Almagro (Ciudad Real).
- Batallón de Helicópteros de Emergencia núm. II (BHELEME II), en Bétera (Valencia). Este batallón depende operativamente de la Unidad Militar de Emergencias.
- Batallón de Helicópteros de Maniobra núm. III (BHELMA III), en el Aeropuerto de Agoncillo, Agoncillo (La Rioja).
- Batallón de Helicópteros de Maniobra núm. IV (BHELMA IV), en El Copero, Dos Hermanas (Sevilla).
- Batallón de Helicópteros de Transporte núm. V (BHELTRA V), en Colmenar Viejo (Madrid).
- Grupo Logístico de las FAMET (GL FAMET), en Colmenar Viejo (Madrid).
- Destacamento de Helicópteros de Melilla, en Melilla.

Fuera de la actual estructura de las FAMET, pero con fuerte vinculación con la unidad de la que surgieron, están las siguientes unidades y centros:
- Batallón de Helicópteros de Maniobra núm. VI (BHELMA VI), en el aeropuerto de Los Rodeos, San Cristóbal de La Laguna (Santa Cruz de Tenerife). Pertenece al Mando de Canarias.
- Parque y Centro de Mantenimiento de Helicópteros (PCMHEL), en Colmenar Viejo (Madrid). Pertenece a la Dirección de Mantenimiento del Mando de Apoyo Logístico del Ejército.
- Academia de Aviación del Ejército de Tierra (ACAVIET), en Colmenar Viejo (Madrid). Pertenece a la Dirección de Enseñanza del Mando de Doctrina.
- Unidad de Servicios de Base «Coronel Maté», en Colmenar Viejo (Madrid). Pertenece a la Dirección de Acuartelamiento de la Inspección General de Ejército.

## Despliegues operativos

### Nacionales

#### Sáhara
En 1971 se decide destinar en la Base «Santiago» de El Aaiún 12 nuevos helicópteros HU-10 (UH-1H “Iroquois”) de una unidad nueva, UHEL II, creada en apoyo a las operaciones en el Sáhara Español bajo dependencia del Estado Mayor Central, y puesta a disposición del Capitán General de Canarias. A principios de diciembre de 1971, los 12 helicópteros (matrículas ET-301 a ET-312) embarcan en el portahelicópteros Dédalo y son trasladados hasta la costa saharaui, llegando a la altura del pantalán de Fos Bucraá el 9 de diciembre. Despegaron desde el portahelicópteros y llegaron por sus propios medios hasta su nueva Base, distante unos 36 km de la costa. Los helicópteros volaban en patrullas de dos aparatos, armándose cuando lo requirieron las circunstancias con ametralladoras situadas en las puertas. 
En noviembre de 1973, llegaron otros tres HU-10 (matrículas ET-313 a ET-315), que son reforzados en marzo de 1975 con tres OH-58 “Kiowa” de reconocimiento (matrículas ET-115 a ET-118), armados con Minigun de 7,62mm, y tres Alouette III (ET-351 a ET-353) armados con misiles contracarro AS-11 y cañones de 20mm. Se cree que estos seis helicópteros formaban orgánicamente una Compañía de reconocimiento y ataque.
En el Sáhara Español, las misiones consistieron en vuelos de transporte, patrulla, enlace, observación, corrección del fuego de artillería o incluso apoyo aéreo con fuego real a la VII Bandera de la Legión en Smara y Sdcheiria. En enero de 1974 cuatro HU-10 armados se trasladan a Smara, dando apoyo a patrullas que han establecido contacto con elementos armados, y transportando a la zona tropas de refuerzo. En abril de 1974 tres HU-10 armados apoyan a la “Operación Barrido”. Por primera vez se realiza apoyo con fuego real y evacuación de heridos en combate. En noviembre un HU-10 realiza la primera misión de observación y corrección del tiro de la artillería.
El 18 de diciembre de 1974 las operaciones se intensifican. Seis HU-10 se destacan a la zona de Tifariti tras el atentado al Puesto de Gobierno por el Frente Polisario, realizando durante dos días misiones de ambulancia, apoyo de fuego y de transporte de tropas. Las operaciones de combate requieren el apoyo aéreo de aviones T-6 y “Saeta” del Ejército del Aire.
Asimismo se realizaron misiones de apoyo a la comunidad local a través de numerosas evacuaciones aéreas. El 13 de mayo de 1975, dos HU-10 fueron atacados con un misil SA-7 “Strela” cuando patrullaban la línea fronteriza con Argelia, pudiendo esquivar el misil y volviendo a la base. 
Desde mediados de 1975 los vuelos de los UH-1H cuentan ya siempre con la escolta de los helicópteros de la Compañía de reconocimiento y ataque cuando sobrevuelan zonas potencialmente peligrosas. En julio una patrulla compuesta por un OH-58 y dos HU-10 dan apoyo con fuego real a soldados que rechazan un ataque marroquí contra el puesto de Tah. Para reforzar a la FAMET los helicópteros Cobra de la 7.ª escuadrilla de la Armada se destacaron en Canarias durante la Marcha Verde, desde donde efectuaron misiones de patrulla.

#### Norte de África y ejercicios OTAN
Los helicópteros de las FAMET apoyan a las Fuerzas Armadas en todo tipo de ejercicios, acciones y misiones. Entre sus cometidos está asimismo el apoyo a los enclaves de nuestro país sitos en el Norte de África, como Melilla, Ceuta, Islas Chafarinas, Peñón de Vélez de la Gomera y Peñón de Alhucemas. 
Un helicóptero Bo 105 de la versión GSH participó junto a tres UH-1H artillados en la operación de recuperación de la isla Perejil en 2002, dando cobertura a los cuatro Eurocopter AS-532UL Cougar que ejecutaron el asalto.
Igualmente han de participar en múltiples ejercicios de la OTAN, como las Hot Blaze y Spanish Falcon.

#### Catástrofes
Los helicópteros de las FAMET han trabajado dando apoyo a los equipos de rescate en una larga lista de inundaciones: En la Provincia de Almería y Provincia de Murcia (1973); Comunidad Valenciana, Cataluña y Andorra (1982); País Vasco y Cantabria (1983) o Comunidad Valenciana y Región de Murcia (1987).

### Misiones Internacionales

#### Irak 1991
En 1991, una vez acabada la primera guerra del Golfo, se desplegaron 5 HU-10 y 2 HT-17 Chinook de las FAMET en el norte de Irak en apoyo a la población kurda. Esta operación marcó el comienzo de la presencia de helicópteros de las FAMET en el marco de operaciones multinacionales.

#### Balcanes
Entre 1997 y 2005 las FAMET desplegaron en la antigua Yugoslavia hasta un total de 22 destacamentos de helicópteros (denominados SPAHEL), cuyas misiones consistieron en proporcionar aeromovilidad a las unidades de maniobra de SFOR, transporte táctico y logístico y EVASAN. En el SPAHEL rotaron helicópteros HU-10 y HU-21 Súper Puma. Asimismo se desplegaron algunos helicópteros HR-15 «Bölkow» para misiones de enlace.
Durante la guerra de Kosovo, entre abril y julio de 1999, se desplegaron 2 HT-17 Chinook en Albania en misión de soporte a los refugiados kosovares que huyeron de la entonces provincia de Serbia hacia Albania. Posteriormente helicópteros HU-21 Súper Puma apoyaron la misión de la OTAN en Kosovo (KFOR).

#### Mozambique
Tras las graves inundaciones que asolaron Mozambique a principios del año 2000 se destacó un helicóptero HU-21L Cougar de las FAMET para ayudar al despliegue de la Unidad Sanitaria española y la distribución de ayuda alimenticia de primera urgencia. 

#### Irak 2003
En 2003 dos helicópteros HU-21 «Súper Puma» y 2 HU-21L «Cougar» fueron desplegados en la ciudad iraquí de Diwaniya, junto con el grueso de la Brigada Multinacional Plus Ultra. Los helicópteros realizaron misiones de EVASAN, reconocimiento aéreo, transporte táctico y logístico y transporte vip.

#### Afganistán
Entre abril de 2002 y abril de 2003 dos helicópteros HU-21 Súper Puma se desplegaron en Kirguistán para realizar misiones CSAR y de helitransporte a las unidades aéreas participantes en la Operación «Libertad Duradera».
Con el principio de las operaciones de las FAMET en Afganistán, en 2004, se destacaron 4 helicópteros Eurocopter 4 HU-21L Cougar de las FAMET, asignados inicialmente al aeropuerto de Kabul. Tras asumir España el liderazgo del Equipo de Reconstrucción Provincial (PRT) de ISAF de la Provincia de Badghis, el despliegue de las FAMET se trasladó al aeropuerto de Herat. El 16 de agosto de 2005 se estrelló en Afganistán un Eurocopter AS 532 Cougar, muriendo los 17 ocupantes. En noviembre de 2007, personal y 3 CH-47D formaban el ASPUHEL (Afganistán Spanish Unit of HELicopter), relevando a los 3 Cougar destacados. Para llevar a cabo la operación de traslado de los Chinook asignados al escenario, se utilizaron dos vuelos de aviones de transporte Antonov An-124-100 de la compañía rusa Polet Flight. Se instalaron en los CH-47 sistemas de lanzamiento de señuelos y bengalas, debidamente integrados con los sistemas de alertadores que ya tenían instalados. Asimismo, se instalaron tres ametralladoras M-60D-2 en las ventanas delanteras y la rampa trasera de carga. En 2012 se refuerza el despliegue con tres helicópteros adicionales del modelo Eurocopter Cougar.

#### Irak 2018
Las FAMET desplegaron 3 CH-47D  Chinook y 2 AS532 Cougar como parte de la operación Inherent Resolve contra Daesh. Se basaron en Camp Taji, integrandose en el ejército de Estados Unidos. El destacamento fue denominado ISPUHEL (Irak Spain Unit Helicopter). En todos los helicópteros se instalaron las ametralladoras de autoprotección, con las que operaron en todo momento.
La misión era realizar transporte de personal y carga logístico entre las principales bases de la Coalición (Al-Assad, Besmayah y Camp Taji) y táctico en todas las tareas asignadas por la Coalición Internacion.

## Helicópteros en servicio

### Helicópteros de Enseñanza
| Eurocopter EC 135                 | Eurocopter EC 135 |
| --------------------------------- | --- |
| EC-135 T2+ (HE.26) de la ACAVIET. | \| Entrada en servicio: \| 2010.[9] \| \| Designación interna: \| HE-26 \| \| Misión: \| Helicóptero de enseñanza. \| \| Versiones: \| EC 135 T2+ \| \| Aeronaves en servicio: \| 12 \| \| Bases y unidades: \| Academia de Aviación del Ejército de Tierra (ACAVIET), en Colmenar Viejo (Madrid). \| |
| Entrada en servicio:              | 2010. |
| Designación interna:              | HE-26 |
| Misión:                           | Helicóptero de enseñanza. |
| Versiones:                        | EC 135 T2+ |
| Aeronaves en servicio:            | 12 |
| Bases y unidades:                 | Academia de Aviación del Ejército de Tierra (ACAVIET), en Colmenar Viejo (Madrid). |

### Helicópteros Utilitarios
| Eurocopter EC 135           | Eurocopter EC 135 |
| --------------------------- | --- |
| Un EC-135T-2 del BHELEME II | \| Entrada en servicio: \| 2008.[9] \| \| Designación interna: \| HU-26 \| \| Misión: \| Helicóptero utilitario ligero. \| \| Versiones: \| EC 135 T2+ \| \| Aeronaves en servicio: \| 4 \| \| Bases y unidades: \| Batallón de Helicópteros de Emergencias II (BHELEME II), en Colmenar Viejo (Madrid). \| Utilizados por la Unidad Militar de Emergencias. |
| Entrada en servicio:        | 2008. |
| Designación interna:        | HU-26 |
| Misión:                     | Helicóptero utilitario ligero. |
| Versiones:                  | EC 135 T2+ |
| Aeronaves en servicio:      | 4 |
| Bases y unidades:           | Batallón de Helicópteros de Emergencias II (BHELEME II), en Colmenar Viejo (Madrid). |

| Augusta-Bell 212       | Augusta-Bell 212 |
| ---------------------- | --- |
| UH-1N.                 | \| Entrada en servicio: \| 1981. \| \| Designación interna: \| HU-18 \| \| Misión: \| Puesto de mando, reconocimiento, apoyo aéreo, evacuación sanitaria. \| \| Versiones: \| Bell 212 \| \| Aeronaves en servicio: \| 3 \| \| Bases y unidades: \| Batallón de Helicópteros de Maniobra VI (BHELMA VI) en Los Rodeos (Tenerife) \| |
| Entrada en servicio:   | 1981. |
| Designación interna:   | HU-18 |
| Misión:                | Puesto de mando, reconocimiento, apoyo aéreo, evacuación sanitaria. |
| Versiones:             | Bell 212 |
| Aeronaves en servicio: | 3 |
| Bases y unidades:      | Batallón de Helicópteros de Maniobra VI (BHELMA VI) en Los Rodeos (Tenerife) |

### Helicópteros de Maniobra
| Aérospatiale AS-332 Super Puma | Aérospatiale AS-332 Super Puma |
| ------------------------------ | --- |
| Un AS-332B1 Super Puma         | \| Entrada en servicio: \| 1985 \| \| Designación interna: \| HU.21 \| \| Misión: \| Helicóptero utilitario multipropósito medio. \| \| Versiones: \| AS 332B1 Super Puma \| \| Aeronaves en servicio: \| 15 \| \| Bases y unidades: \| - Batallón de Helicópteros de Maniobra IV (BHELMA IV), en El Copero (Dos Hermanas, Sevilla) - Batallón de Helicópteros de Maniobra VI (BHELMA VI), en Los Rodeos (Tenerife) - Batallón de Cuartel General de las FAMET (BCGFAMET), en Colmenar Viejo \| Tres helicópteros se han perdido en accidentes: uno se estrelló en Asturias en 1999, falleciendo sus tres ocupantes, otro se estrelló en 2000 cuando se disponía a aterrizar en la base de El Copero, falleciendo dos de los militares que iban en él. Otro de ellos, caído en Afganistán, daría lugar al argumento de la película Zona hostil. |
| Entrada en servicio:           | 1985 |
| Designación interna:           | HU.21 |
| Misión:                        | Helicóptero utilitario multipropósito medio. |
| Versiones:                     | AS 332B1 Super Puma |
| Aeronaves en servicio:         | 15 |
| Bases y unidades:              | - Batallón de Helicópteros de Maniobra IV (BHELMA IV), en El Copero (Dos Hermanas, Sevilla) - Batallón de Helicópteros de Maniobra VI (BHELMA VI), en Los Rodeos (Tenerife) - Batallón de Cuartel General de las FAMET (BCGFAMET), en Colmenar Viejo |

| Eurocopter AS-532-UL Cougar | Eurocopter AS-532-UL Cougar |
| --------------------------- | --- |
| AS-532UL                    | \| Entrada en servicio: \| 1998 \| \| Designación interna: \| HT.27 (inicialmente HU.21L) \| \| Misión: \| Helicóptero de transporte medio. \| \| Versiones: \| AS-532UL \| \| Aeronaves en servicio: \| 17 \| \| Bases y unidades: \| - Batallón de Helicópteros de Maniobra III (BHELMA III), en Agoncillo (La Rioja). - Batallón de Helicópteros de Maniobra IV (BHELMA IV), en El Copero (Dos Hermanas, Sevilla) - Batallón de Cuartel General de las FAMET (BCGFAMET), en Colmenar Viejo \| De los helicópteros adquiridos se han perdido 3: dos se estrellaron el 16 de agosto de 2005 en Afganistán, muriendo los 17 ocupantes de uno de ellos, el tercero sufrió un accidente en Navarra el 29 de enero de 2007, falleciendo dos de los militares que iban a bordo. |
| Entrada en servicio:        | 1998 |
| Designación interna:        | HT.27 (inicialmente HU.21L) |
| Misión:                     | Helicóptero de transporte medio. |
| Versiones:                  | AS-532UL |
| Aeronaves en servicio:      | 17 |
| Bases y unidades:           | - Batallón de Helicópteros de Maniobra III (BHELMA III), en Agoncillo (La Rioja). - Batallón de Helicópteros de Maniobra IV (BHELMA IV), en El Copero (Dos Hermanas, Sevilla) - Batallón de Cuartel General de las FAMET (BCGFAMET), en Colmenar Viejo |

| Eurocopter AS-532-AL Cougar | Eurocopter AS-532-AL Cougar |
| --------------------------- | --- |
| AS-532AL del BHELEME II.    | \| Entrada en servicio: \| 2008 \| \| Designación interna: \| HT.27 \| \| Misión: \| Helicóptero de transporte medio, búsqueda, reconocimiento, lucha contra incendios, rescate, evacuación sanitaria. \| \| Versiones: \| AS-532AL \| \| Aeronaves en servicio: \| 3 \| \| Bases y unidades: \| - Batallón de Helicópteros de Emergencias II (BHELEME II) en Bétera (Valencia) \| De los helicópteros adquiridos se ha perdido uno, matrícula ET-669, que sufrió un accidente en el aeródromo de Requena el 10 de septiembre de 2015, no habiendo habido bajas humanas. |
| Entrada en servicio:        | 2008 |
| Designación interna:        | HT.27 |
| Misión:                     | Helicóptero de transporte medio, búsqueda, reconocimiento, lucha contra incendios, rescate, evacuación sanitaria. |
| Versiones:                  | AS-532AL |
| Aeronaves en servicio:      | 3 |
| Bases y unidades:           | - Batallón de Helicópteros de Emergencias II (BHELEME II) en Bétera (Valencia) |

### Helicópteros de Transporte
| NHIndustries NH-90     | NHIndustries NH-90 |
| ---------------------- | --- |
| NH-90 en vuelo.        | \| Entrada en servicio: \| 2014 \| \| Designación interna: \| HT.29[17] \| \| Misión: \| Helicóptero de transporte medio. \| \| Aeronaves pedidas: \| 26 \| \| Aeronaves en servicio: \| 16 \| \| Bases y unidades: \| Batallón de Helicópteros de Maniobra núm. III (BHELMA III), en Agoncillo (La Rioja) \| Este programa prevé la adquisición de nuevos helicópteros multipropósito, de carga media, para sustituir diversos modelos de los tres Ejércitos que están actualmente en servicio. El helicóptero elegido es el NH90 en su versión de transporte táctico (TTH), que también ha sido elegido por Francia, Alemania, Holanda, Italia, Portugal, Australia, Nueva Zelanda, Grecia, Bélgica, Finlandia, Noruega, Suecia y Omán. El proceso de incorporación del NH-90 contemplaba originalmente para España 104 helicópteros repartidos de la siguiente manera: - Ejército de Tierra: 48 - Armada: 28 - Ejército del Aire: 28 Sin embargo, debido a la crisis económica, solamente se ha formalizado hasta ahora el pedido de la primera fase, y reduciendo drásticamente su cuantía, primero a 45 unidades, luego a 38 en firme y 7 en opción, y finalmente dejándolo en tan solo 22 aparatos, 16 para el Ejército de Tierra y los otros 6 para el del Aire. El programa se inició con la firma del contrato en diciembre de 2006. Los helicópteros llevarán preinstalación para ametralladoras Browning M2 de 12,70 mm en ambos lados y preinstalación de blindaje para la cabina de mando y la de pasajeros, además de un sistema de guerra electrónica desarrollado por Indra. El montaje, salvo el de los dos primeros, se hará en la nueva fábrica de helicópteros de Airbus Helicopters de Albacete, que también se encargará de la fabricación del fuselaje delantero como proveedor único. El primer ejemplar fue entregado al Ejército en diciembre de 2014. En 2015 se recibió el segundo, en 2016 tres más, entre 2017 y 2019 otros tantos por año y en 2022 los últimos. |
| Entrada en servicio:   | 2014 |
| Designación interna:   | HT.29 |
| Misión:                | Helicóptero de transporte medio. |
| Aeronaves pedidas:     | 26 |
| Aeronaves en servicio: | 16 |
| Bases y unidades:      | Batallón de Helicópteros de Maniobra núm. III (BHELMA III), en Agoncillo (La Rioja) |

| Boeing CH-47 Chinook     | Boeing CH-47 Chinook |
| ------------------------ | --- |
| Un Boeing CH-47D Chinook | \| Entrada en servicio: \| 1972 \| \| Designación interna: \| HT.17 (inicialmente Z.17) \| \| Misión: \| Helicóptero de transporte pesado de tropas o carga. \| \| Versiones: \| CH-47C, CH-47D y CH-47F \| \| Aeronaves en servicio: \| 17 CH-47F \| \| \| total: 18 \| \| Bases y unidades: \| Batallón de Helicópteros de Transporte n.º 5 (BHELTRA V), en Colmenar Viejo \| Los aparatos que se recibieron de la versión CH-47C (menos uno que se había estrellado) fueron actualizados a la versión D, y después modernizados a la versión más actual, la CH-47F; además se pidieron otros 5 nuevos, el primero se entregó en noviembre de 2021, a falta solo de otra unidad encargada en 2023. |
| Entrada en servicio:     | 1972 |
| Designación interna:     | HT.17 (inicialmente Z.17) |
| Misión:                  | Helicóptero de transporte pesado de tropas o carga. |
| Versiones:               | CH-47C, CH-47D y CH-47F |
| Aeronaves en servicio:   | 17 CH-47F |
|                          | total: 18 |
| Bases y unidades:        | Batallón de Helicópteros de Transporte n.º 5 (BHELTRA V), en Colmenar Viejo |

### Helicópteros de ataque
| Eurocopter EC-665 Tigre      | Eurocopter EC-665 Tigre |
| ---------------------------- | --- |
| Eurocopter EC-665 Tigre HAP. | \| Entrada en servicio: \| Abril de 2007. \| \| Designación interna: \| HA.28 \| \| Misión: \| Helicóptero de ataque polivalente de reconocimiento, combate aire-aire, apoyo al suelo y contra-carro con capacidad de combate todo tiempo. \| \| Versiones: \| HAP / HAD-E \| \| Aeronaves pedidas: \| 24. Los 6 primeros que se recibieron eran de la versión HAP. Originalmente estaba previsto convertirlos posteriormente a la HAD-E,[35] pero los recortes presupuestarios han forzado a renunciar a tal transformación. En diciembre de 2014 se recibieron los 2 primeros HAD-E (nuevos de fábrica).[26] \| \| Aeronaves en servicio: \| 24 (18 HAD-E y 6 HAP) \| \| Bases y unidades: \| Batallón de Helicópteros de Ataque núm. I (BHELA I), en Almagro (Ciudad Real). \| Armamento: - Cañón automático GIAT/Nexter de 30 mm(450 proyectiles) - Misiles aire-aire Mistral (4 unidades) - Misiles contra-carro Spike ER (solo el HAD-E) - Cohetes Thales de 68 mm (HAP) Cohetes Thales de 70 mm (HAD), en lanzadores de siete alveolos (FZ233) y diecinueve (FZ225), en dos versiones: instrucción y alto explosivo Véase también Programa Tigre. |
| Entrada en servicio:         | Abril de 2007. |
| Designación interna:         | HA.28 |
| Misión:                      | Helicóptero de ataque polivalente de reconocimiento, combate aire-aire, apoyo al suelo y contra-carro con capacidad de combate todo tiempo. |
| Versiones:                   | HAP / HAD-E |
| Aeronaves pedidas:           | 24. Los 6 primeros que se recibieron eran de la versión HAP. Originalmente estaba previsto convertirlos posteriormente a la HAD-E, pero los recortes presupuestarios han forzado a renunciar a tal transformación. En diciembre de 2014 se recibieron los 2 primeros HAD-E (nuevos de fábrica). |
| Aeronaves en servicio:       | 24 (18 HAD-E y 6 HAP) |
| Bases y unidades:            | Batallón de Helicópteros de Ataque núm. I (BHELA I), en Almagro (Ciudad Real). |

## Heráldica
Descripción: En campo de azur (azul), aspa de Borgoña (cruz de Borgoña o Cruz de San Andrés) de oro resaltada en su centro por un vuelo con las alas extendidas de oro, resaltada a su vez cruz de Santiago.
Justificación: El vuelo con la cruz de Santiago es el emblema de las FAMET. El aspa de Borgoña de oro, indica su pertenencia a la Reserva General. El azur del campo simboliza el cielo.
Lema: «Sicut in coelo et in terra» (así en la tierra como en el cielo)